# 汉斯-海因里希·耶塞克
汉斯-海因里希·耶塞克（德語：Hans-Heinrich Jescheck；1915年1月10日—2009年9月27日；又译“耶舍克”），德国刑法学家，是一位在比较刑法学、国际刑法学、刑事政策学及刑法规范学诸领域均有较大成就，具有国际影响力的德国刑法学的代表人物，也是刑法学科研机构—德国马克斯-普朗克外国、国际刑法研究所（Max-Planck-Institut fuer auslaendisches und internationales Strafrecht）的奠基人、终生名誉所长及国际刑法协会（AIDP）的终生名誉主席。

## 生平
耶塞克于1915年1月出生于普鲁士西里西亚地区的利格尼茨（Liegnitz）（今在波兰萊格尼察）的一个法律世家。1939年，耶塞克完成了题为《普鲁士与帝国之法学教育》的博士论文，答辩通过，取得博士学位。因二战中服役之故，耶塞克的高阶国家司法考试沿至1943年始完成，他同样以优秀成绩顺利通过该次考试。在第二次世界大战临近结束时，耶塞克被法军俘虏关押，在此期间，耶塞克组织了一个战地大学，执教法学课程，直到1947年被盟军释放。此后又在法军占领下的弗莱堡投身地方法院的审判工作，并参与了战犯的审理。1949年，耶塞克担任德国蒂宾根大学的私讲师，1952年完成申请教职论文，向该大学教授爱德华·克恩（Eduard Kern）提交后获高度评价，答辩圆满通过。这篇题为《国际刑法上国家机关之责任—关于纽伦堡审判的研究》的论文不仅是一篇轰动一时的优秀作品，耶塞克以此确立了他在国际刑法学、比较刑法学领域的领军地位；也是一部经典的学术专著，即使在50多年后的今天，该作品仍不失为一部有现实意义、有学术价值的国际刑法专著。
耶塞克曾于1979年当选为国际刑法协会主席，至今依然担任国际刑法协会的名誉主席。此外他还担任过德国比较法协会主席、德国-奥地利比较法学会会长，又以马克斯-普朗克刑法研究所所长的身份举办过德-瑞典、德-奥、德-波、德-苏等系列学术讨论会。
耶塞克强调刑法的社会意义，将社会防护视为刑法的首要任务之一 ，并在其撰写的巨著《刑法教科书-总论》（Lehrbuch des Strafrechts – Allgemeiner Teil）的体系论中时常突出社会防卫的重要性，提高并巩固了社会防卫论的体系性地位，因此被国际社会防卫协会（Société Internaionale de Défense Sociale）授予贝卡利亚勋章。除此以外，耶塞克还是联邦德国功勋大十字勋章的获得者。耶塞克也是瑞典斯德哥尔摩大学、葡萄牙科英布拉大学、意大利波伦亚大学、希腊雅典大学、日本早稻田大学、比利时鲁汶大学等十余所世界名校的名誉博士。
耶塞克著述十分勤奋，迄今所发表的论文及出版的专著汗牛充栋，截至2005年的统计已达600项之多，其中《刑法教科书-总论》是在德国刑法学界享有崇高地位的宏篇巨著，该书不仅翔实地介绍了德国刑法总论体系中几乎所有令人信服的通说和传统理论，还加入了大量新说或有创见的批判；许多学术问题讨论的详细程度完全足以使该章节独立成为专论，但又绝不破坏全书的整体结构；秉承耶塞克一贯注重比较法的思想，全书各处穿插着对外国刑法情况的简洁叙述 。该书不但是耶塞克著作中的巅峰，也是德国当代刑法界学术成果的里程碑之一。

## 著作
- "The General Principles of International Criminal Law Set Out in Nuremberg", as Mirrored in the ICC Statute. Journal of International Criminal Justice, 2 (2004), p. 38-55.
- Quellen Und Schrifttum Des Strafrechts (edytor), München, 1972
- Lehrbuch des Strafrechts, Allgemeiner Teil, Berlin, Duncker & Humblot, 1969